# Le Tilleul
Le Tilleul è un comune francese di 699 abitanti situato nel dipartimento della Senna Marittima nella regione della Normandia.

## Storia

### Simboli
Lo stemma è stato adottato nel 2007. Il fiore del tiglio (in francese tilleul) fa riferimento al nome del comune.

## Società

### Evoluzione demografica
Abitanti censiti

## Galleria d'immagini

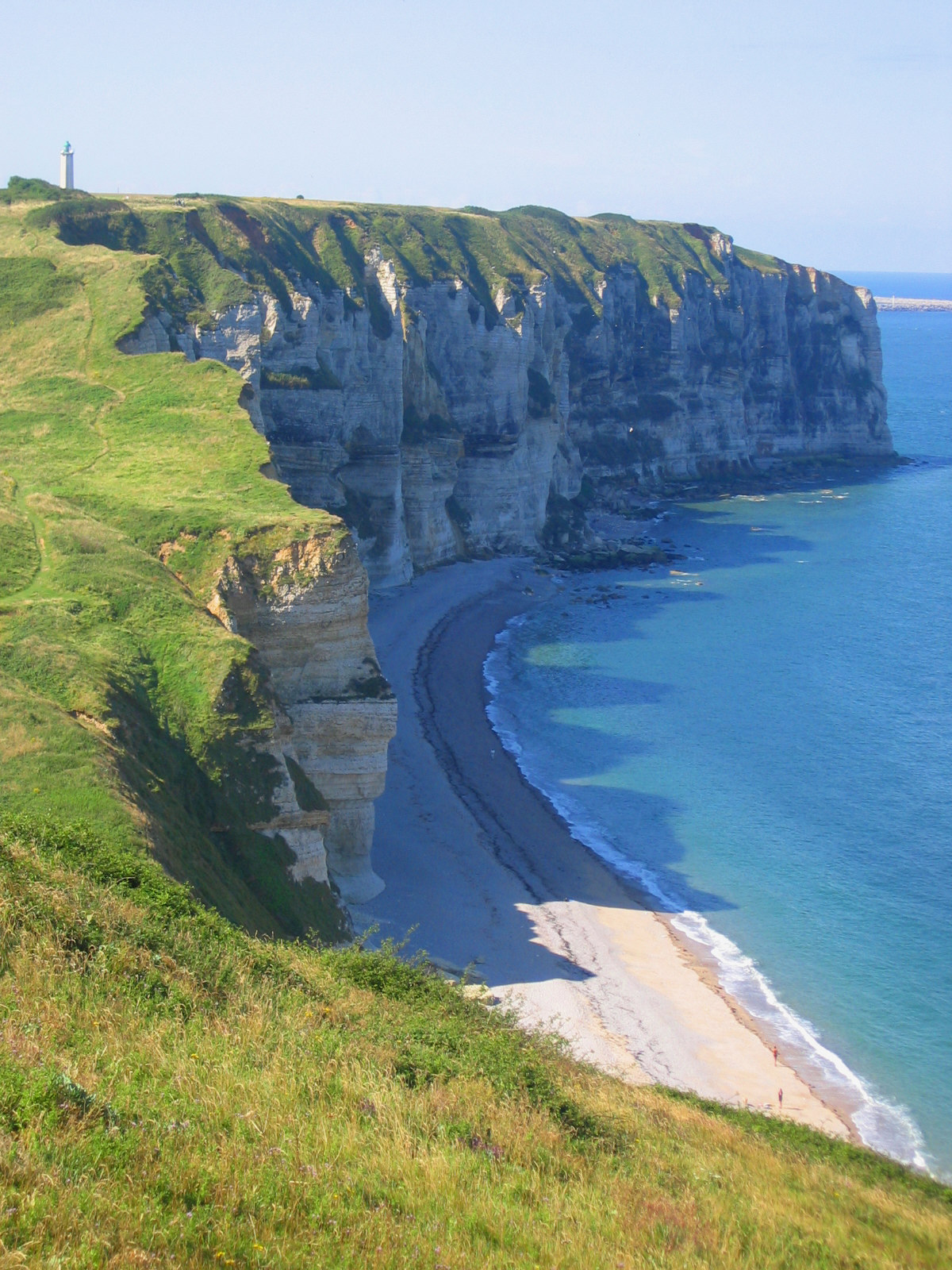
La spiaggia fra cap d'Antifer e Étretat.
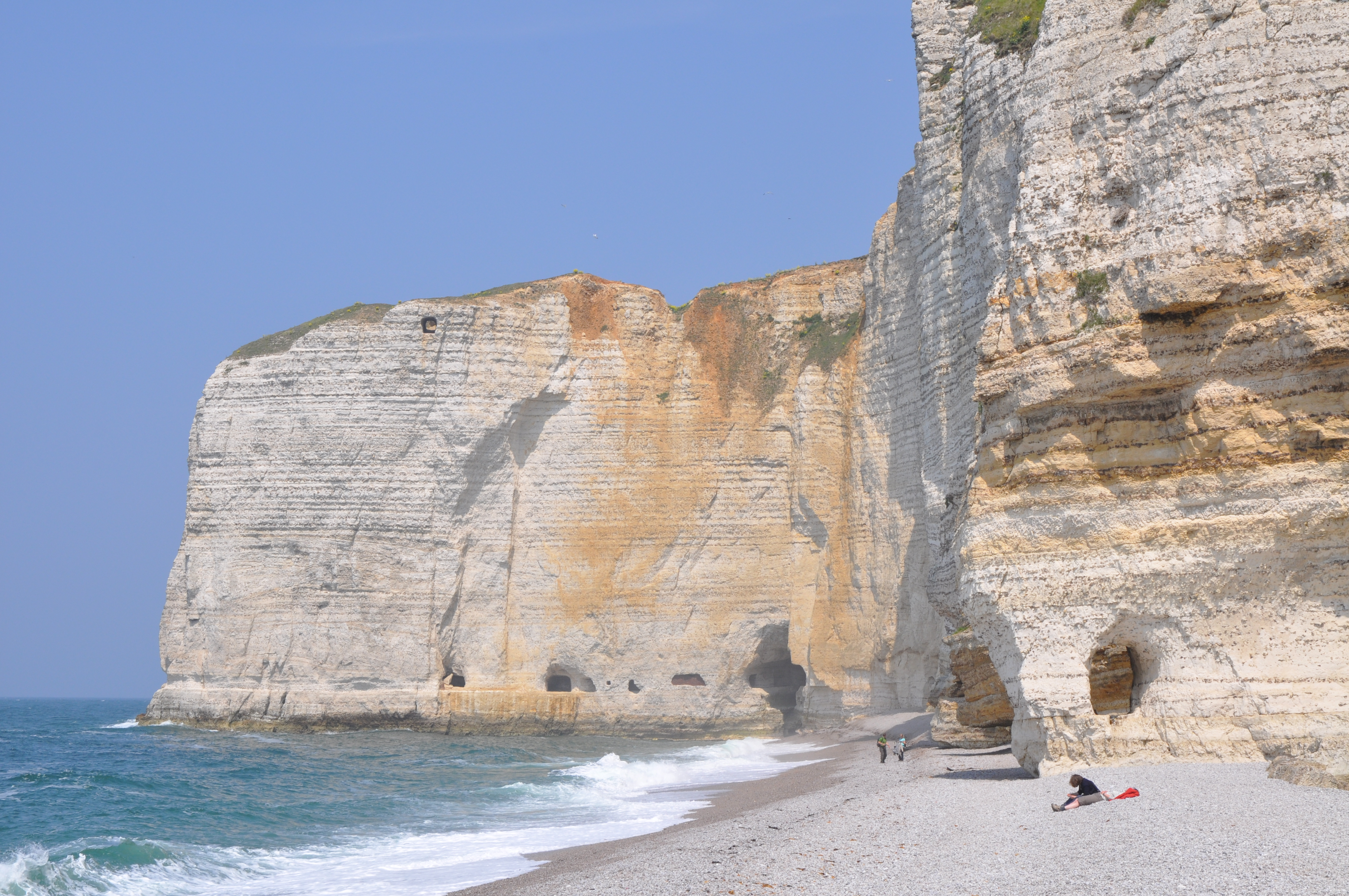
La spiaggia.
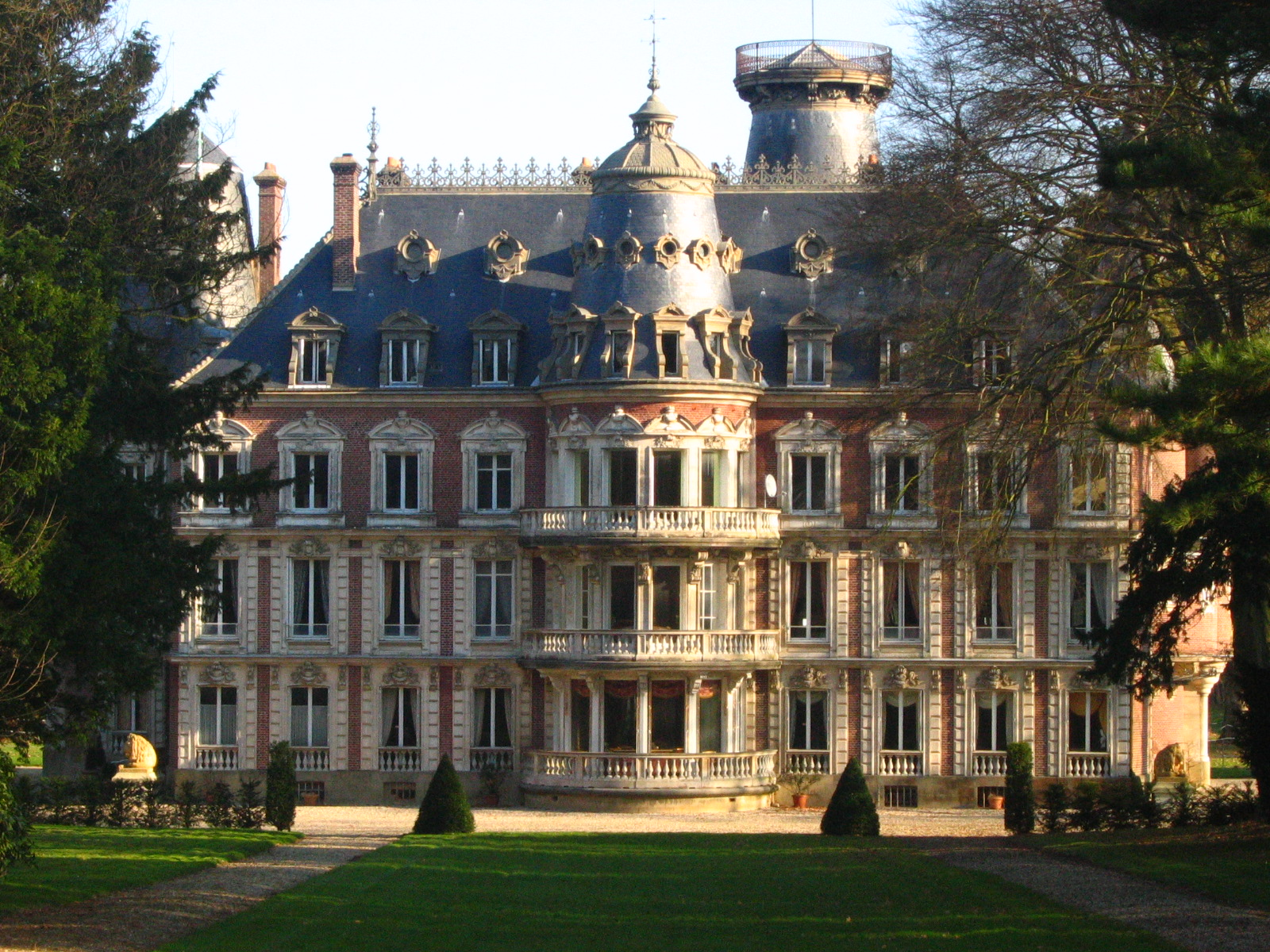
Château de Fréfossé.